# Drahotín
Drahotín (en allemand : Trohatin) est une commune du district de Domažlice, dans la région de Plzeň, en République tchèque. Sa population s'élevait à 191 habitants en 2021.

## Géographie
Drahotín se trouve à 5 km au sud de Hostouň, à 16 km au nord-ouest de Domažlice, à 51 km à l'ouest-sud-ouest de Plzeň et à 136 km au sud-ouest de Prague.
La commune est limitée par Mutěnín au nord, par Hostouň au nord-est, par Poběžovice à l'est et au sud-est, par Hvožďany au sud, et par Hora Svatého Václava au sud-ouest et à l'ouest.

## Histoire
La première mention écrite de la localité date de 1365.

## Galerie

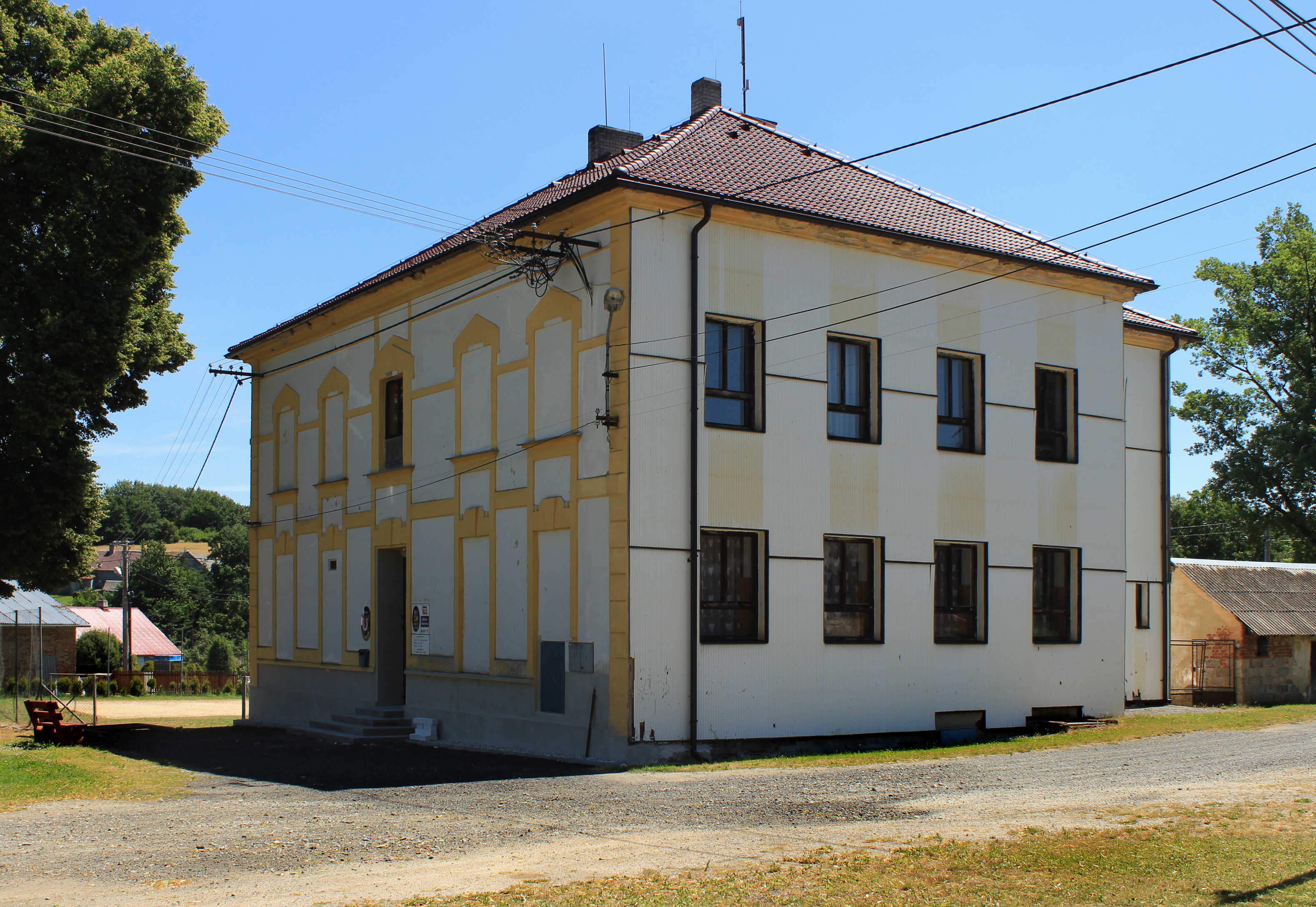
Drahotín : la mairie.
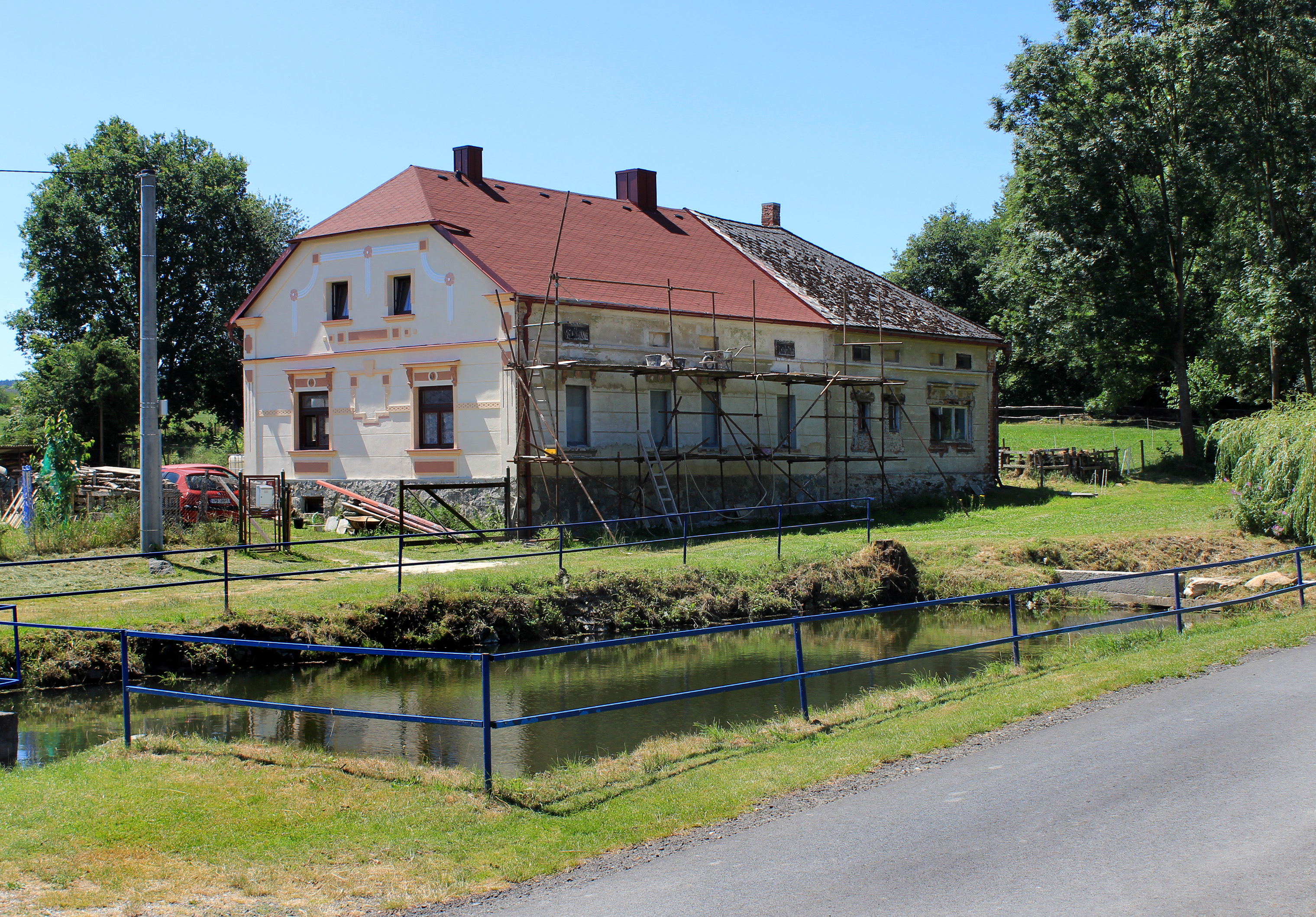
Étang à Drahotín.

## Transports
Par la route, Drahotín se trouve à 19 km de Domažlice, à 60 km de Plzeň et à 153 km de Prague.